# Аллоксим
Аллоксим (лат. Alloximum, N-Аллил-2-пиридинальдоксима бромид) — лекарственное средство, применяемое для лечения и профилактики отравлений фосфорорганическими соединениями. По структуре близок к дипироксиму.

## Фармакологическое действие
Является реактиватором холинэстеразы. Применяется при острых отравлениях фосфорорганическими соединениями в сочетании с атропином или другими холинолитическими препаратами). При отравлениях фосфорорганическими соединениями оказывает центральное действие, характеризующееся быстрым восстановлением сознания и улучшением биоэлектрической активности мозга, а также периферическое действие, проявляющееся восстановлением нервно-мышечной проводимости.

## Показания
Отравление фосфорорганическими соединениями (в комбинации с холиноблокирующими лекарственными средствами).

## Противопоказания
Гиперчувствительность.

## Режим дозирования
Вводят внутримышечно однократно или повторно в зависимости от тяжести отравления.
Перед применением содержимое ампулы (0,075 г препарата) растворяют в 1 мл стерильной воды для инъекций.
При начальных признаках отравления (возбуждение, миоз, потливость, слюноотделение, начальные явления бронхореи) вводят под кожу 2 — 3 мл 0,1 % раствора атропина сульфата и внутримышечно аллоксим в дозе 0,075 г на 60 — 70 кг массы тела больного. Если симптомы отравления не исчезают, через 2 — 3 ч вводят повторно препараты в тех же дозах.
При более тяжёлых формах отравления вводят внутривенно 3 мл 0,1 % раствора атропина сульфата, через 5 — 6 мин внутривенное введение атропина в той же дозе повторяют до полного прекращения явлений бронхиолоспазма и развития признаков атропинизации. Одновременно вводят аллоксим в дозе 0,075 г внутримышечно с интервалом между инъекциями от 1 до 3 ч.
Показателями эффективности лечения являются отчётливое улучшение биоэлектрической активности мозга (появление нормального <-ритма), прекращение миофибрилляций и стойкое повышение активности холинэстеразы крови.
Разовая доза аллоксима 0,075 г, суточная доза 0,2 — 0,8 г. Суммарная доза составляет 0,4 — 1,6 г.
Аллоксим в сочетании с атропином показан к применению не только при наличии симптомов отравления, но и при их отсутствии, когда известно, что произошло воздействие яда на организм (профилактически).

## Физические свойства
Белый или белый с желтоватым оттенком кристаллический порошок. Выпускается в виде лиофилизированной белой или серовато-белой пористой массы и порошка, растворимых в воде.